# Campeonato Asiático de Judo de 1981
El IV Campeonato Asiático de Judo se celebró en Yakarta (Indonesia) en 1981 bajo la organización de la Unión Asiática de Judo.
En total se disputaron dieciséis pruebas diferentes, ocho masculinas y ocho femeninas.

## Resultados

### Masculino
| Evento            | Oro                        | Plata                        | Bronce                                               |
| ----------------- | -------------------------- | ---------------------------- | ---------------------------------------------------- |
| –60 kg            | Hatsuyuki Hamada Japón     | Lai Su-Shan China Taipéi     | Lee Kyung-Keun Corea del Sur Mohammad Ibrahim Kuwait |
| –65 kg            | Kyosuke Sahara Japón       | Tsai De-Wen China Taipéi     | Hwang Jung-Oh Corea del Sur Mohammad Abdul Kuwait    |
| –71 kg            | Takahiro Nishida Japón     | Park Chong-Hak Corea del Sur | Chen Tian-Zhang China Taipéi Ta Hong Kong            |
| –78 kg            | Nobutoshi Hikage Japón     | Ye Hai-Rui China Taipéi      | Rudi Rapar Indonesia Ku Corea del Sur                |
| –86 kg            | Masao Etani Japón          | Hong Corea del Sur           | Ya Sheng-De China Taipéi Ibrahim Ashur Kuwait        |
| –95 kg            | Tsukio Kawahara Japón      | Ha Hyung-Joo Corea del Sur   | Sun Lang-Xiong China Taipéi Shemmari Kuwait          |
| +95 kg            | Hitoshi Saito Japón        | Lu Wen-Jin China Taipéi      | Kim Ik-Soo Corea del Sur Perry Pantauw Indonesia     |
| Categoría abierta | Ha Hyung-Joo Corea del Sur | Chang China Taipéi           | Perry Pantauw Indonesia Isao Matsui Japón            |

### Femenino
| Evento            | Oro                    | Plata                  | Bronce                                 |
| ----------------- | ---------------------- | ---------------------- | -------------------------------------- |
| –48 kg            | Namiko Hayashi Japón   | Sheh China Taipéi      | Muiana Tanto Indonesia Kong Hong Kong  |
| –52 kg            | Kaori Yamaguchi Japón  | Shu China Taipéi       | Rahayu Indonesia Panganipan Filipinas  |
| –56 kg            | Leung Hong Kong        | Michiko Saijo Japón    | Lilih China Taipéi Triaututi Indonesia |
| –61 kg            | Michiko Sasahara Japón | Cho China Taipéi       | Fung Hong Kong Padre Indonesia         |
| –66 kg            | Hiromi Tateishi Japón  | Elly Amalia Indonesia  | Lim China Taipéi                       |
| –72 kg            | Jeng China Taipéi      | Umar Usman Indonesia   | Hiroyo Sato Japón                      |
| +72 kg            | Yoriko Kawamura Japón  | Budiliantono Indonesia | Yang China Taipéi                      |
| Categoría abierta | Yoriko Kawamura Japón  | Leung Hong Kong        | Elly Amalia Indonesia Nahar Bangladés  |

## Medallero
| Núm. | País          | Oro | Plata | Bronce | Total |
| ---- | ------------- | --- | ----- | ------ | ----- |
| 1    | Japón         | 13  | 1     | 2      | 16    |
| 2    | China Taipéi  | 1   | 8     | 6      | 15    |
| 3    | Corea del Sur | 1   | 3     | 4      | 8     |
| 4    | Hong Kong     | 1   | 1     | 3      | 5     |
| 5    | Indonesia     | 0   | 3     | 8      | 11    |
| 6    | Kuwait        | 0   | 0     | 4      | 4     |
| 7    | Bangladés     | 0   | 0     | 1      | 1     |
| 7    | Filipinas     | 0   | 0     | 1      | 1     |
|      | TOTAL         | 16  | 16    | 29     | 61    |